# Battaglia di Capo San Vincenzo (1797)
La battaglia di Capo San Vincenzo fu uno scontro navale che si svolse il 14 febbraio 1797 tra la flotta britannica al comando dell'Ammiraglio Sir John Jervis e quella spagnola sotto il viceammiraglio Don José de Córdova y Ramos al largo di Capo San Vincenzo, sulla costa meridionale del Portogallo.

## Prologo
La dichiarazione di guerra della Spagna alla Gran Bretagna ed al Portogallo nell'ottobre 1796, in seguito al Trattato di San Ildefonso con la Francia, rese la posizione britannica nel Mediterraneo indifendibile. La flotta combinata franco-spagnola di trentotto vascelli di linea superava assai di numero quella britannica del Mediterraneo di soli quindici vascelli di linea, costringendo i britannici ad evacuare le loro posizioni prima in Corsica e poi sull'Isola d'Elba.
All'inizio del 1797, la flotta spagnola, formata di ventisette vascelli, che teoricamente avrebbe dovuto congiungersi con quella francese ormeggiata a Brest, rimase a Cartagena con l'intenzione di far vela per Cadice, scortando cinquantasette navi mercantili che trasportavano principalmente mercurio – necessario per la produzione di oro ed argento – e che avrebbero dovuto gettare l'ancora nel porto assieme alle navi da guerra Neptuno, Terribile e Bahama, prima di volgersi contro le forze britanniche.
Don José de Córdoba e la flotta spagnola lasciarono Cartagena il 1º febbraio e avrebbero potuto raggiungere tranquillamente Cadice, ma a causa di un impetuoso vento di Levante che soffiava tra lo stretto di Gibilterra, la flotta spagnola fu sospinta nell'Atlantico. Quando il vento cessò, gli spagnoli iniziarono a ripristinare la rotta verso Cadice.
Nel frattempo, la flotta britannica del Mediterraneo, sotto il comando dell'Ammiraglio Sir John Jervis, aveva veleggiato da Tagus con dieci vascelli di linea tentando di intercettare la flotta spagnola. Il 6 febbraio, Jervis fu raggiunto davanti a Capo San Vincenzo dal Contrammiraglio William Parker con un rinforzo di cinque vascelli.
L'11 febbraio, la fregata britannica Minerve, al comando del Commodoro Horatio Nelson, passò attraverso la flotta spagnola, non vista a causa della fitta nebbia. Nelson raggiunse la flotta britannica al largo della Spagna il 13 febbraio, comunicando la posizione della flotta nemica a Jervis, che si trovava sulla sua nave ammiraglia, la Victory. Ignari della grandezza della flotta spagnola – tra la nebbia Nelson non era riuscito a contare le navi avversarie – gli squadroni di Jervis fecero subito vela per intercettarla.

## La battaglia
(Horatio Nelson)

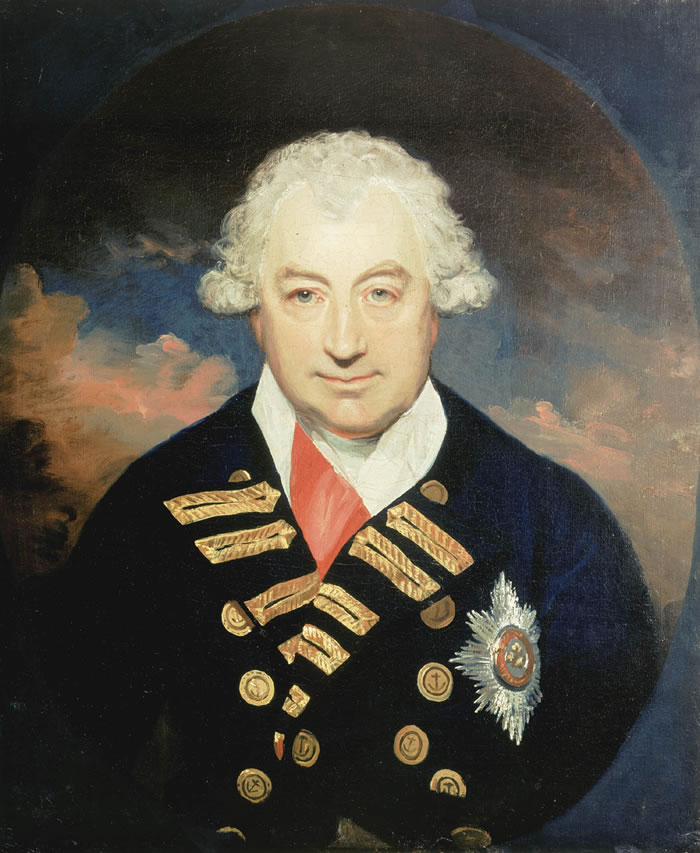
Sir John Jervis, Conte di St. Vincent
ritratto di Sir William Beechey.

All'alba del 14 febbraio 1797, giorno di san Valentino, le navi di Jervis si trovarono in posizione per affrontare gli spagnoli. Fu allora che Jervis vide chiaramente che vi erano almeno due navi spagnole per ogni nave britannica. In ogni caso, ritenendo più rischioso ordinare una manovra di sganciamento che affrontare la flotta spagnola, decise di attaccare per tentare di impedire che questa si unisse alla flotta francese che la attendeva a Brest.
Per fortuna dei britannici la squadra spagnola era divisa in due gruppi, tatticamente mal disposti per il combattimento, mentre i britannici erano già in linea. Jervis ordinò alla sua flotta di passare tra i due gruppi per poter utilizzare la potenza di fuoco di tutte le batterie delle sue navi mentre la manovra impediva alla flotta spagnola di fare altrettanto. Mentre la linea britannica si incuneava attraverso gli spagnoli, il gruppo più grande tentava di sganciarsi facendo vela nella direzione opposta, ed anche quello minore era in posizione per fare altrettanto. Jervis segnalò alle sue navi di virare di prua controvento, una dopo l'altra, per allinearsi ed attaccare il centro del gruppo più consistente prima che questo potesse fuggire verso Cadice.
Nelson era tornato sulla sua nave, la Captain, che era la terzultima della linea britannica e si trovava nella retroguardia, troppo lontana per essere ingaggiata del tutto. Fu allora che Nelson disobbedì agli ordini. Non era una novità, ma questa fu la sua prima insubordinazione diventata celebre. Invece di bordeggiare ed allinearsi, virò di poppa - diresse cioè la prua non contro ma sopravento - e prese la via diretta per attaccare le tre enormi navi alla testa della divisione spagnola: la San Josef (tre ponti, 112 cannoni, prima classe secondo la classificazione britannica), la San Nicolás de Bari (due ponti, 74 cannoni, terza classe) e la Santísima Trinidad (quattro ponti, 130 cannoni, la più potente nave da battaglia a vela mai costruita), l'ammiraglia di Córdoba.
Jervis, vedendo la temeraria ma efficace manovra della Captain, ordinò all'ultima nave della linea, la Excellent, comandata dal Capitano Cuthbert Collingwood, di compiere la stessa virata. Nel frattempo il fronte della linea britannica aveva completato la manovra e iniziò a cannoneggiare la retroguardia spagnola.
La Captain era ora sotto il fuoco di ben sei navi nemiche. Perse la maggior parte del sartiame, impedendogli di manovrare. Nelson mosse allora contro la San Nicolás per abbordarla. Intanto Collingwood sulla Excellent aveva ingaggiato la San Josef che si era avvicinata così tanto alla San Nicolás da far rimanere le vele impigliate tra loro. Nelson fu così in grado di ordinare ai suoi uomini di abbordare la seconda nave spagnola passando per il ponte della prima. Questa manovra fu così inusuale e ampiamente ammirata nella Royal Navy, che usare una nave nemica per passare ad un'altra divenne noto scherzosamente come "Nelson's patent bridge for boarding enemy vessels" ("il ponte brevettato di Nelson per abbordare le navi nemiche").

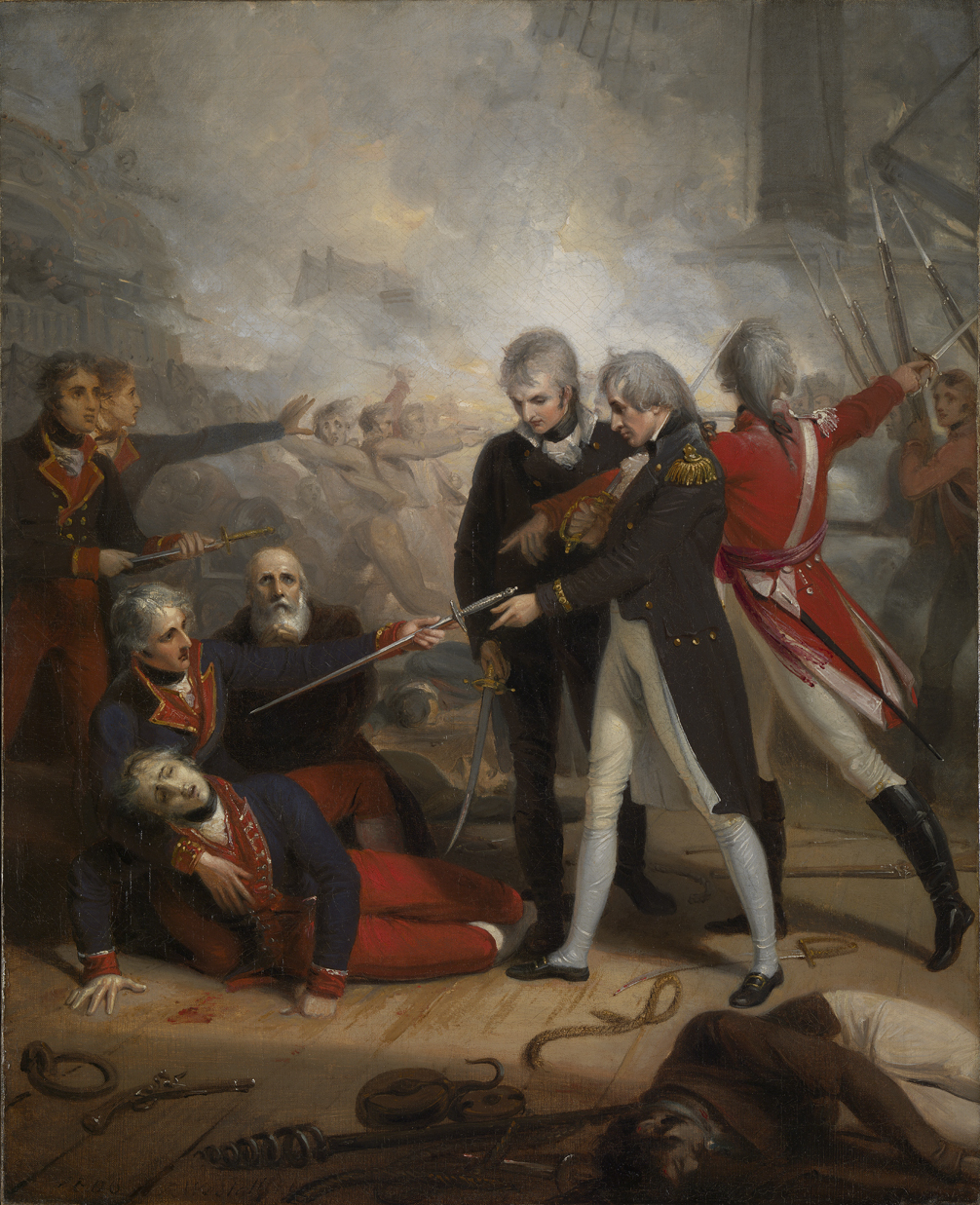
Nelson riceve la resa del vascello spagnolo San Nicolás alla battaglia di Capo San Vincenzo
dipinto di Richard Westall.

Nel momento in cui la Santísima Trinidad aveva ammainato la bandiera in segno di resa, la Pelayo e la San Pablo, lontane da Córdoba durante l'azione, essendo state inviate dal comandante il giorno prima, veleggiarono facendosi largo ed attaccando la Diadem e la Excellent. Si dice che il capitano della Pelayo, Cayetano Valdés, avesse minacciato la Santísima di aprire il fuoco contro di lei se non avesse rialzato l'insegna. L'intervento della Pelayo permise all'ammiraglia spagnola di allontanarsi dalla battaglia evitando la cattura. Cadde la notte e ciò che restava della flotta spagnola riuscì a sganciarsi e a ritirarsi nel porto di Cadice.
Quattro vascelli spagnoli erano stati catturati: la San Josef, la San Nicolás, la Salvador del Mundo e la San Isidro.
Jervis salì sulla Irresistible, dove si trovava anche Nelson - la Captain era ormai ridotta quasi un relitto - e lo abbracciò cordialmente sul ponte di comando mostrando tutta la sua approvazione per la «disobbedienza» di Nelson ai suoi ordini. L'azione di Nelson, per quanto sfrontata fosse potuta apparire, aveva avuto un ruolo determinante nell'esito della battaglia.

## Epilogo
Jervis ordinò di distruggere le quattro navi catturate. Vennero tuttavia risparmiate e trasformate in vascelli di linea britannici.  Diversi giorni dopo, la fregata Terpsichore scorse la Santísima Trinidad, gravemente danneggiata, veleggiare indietro per la Spagna. Il capitano Orozco, commissionato da Córdoba, aveva issato la sua gran fiamma sulla fregata Diana. La Terpsichore tentò di attaccare battaglia ma si tenne sempre fuori tiro dai cannoni di poppa della Santísima che le sparavano contro. Tuttavia la fregata britannica fu colpita per due volte durante la manovra, subendo alcuni danni al sartiame e agli alberi nonché ad alcune parti dello scafo. Il capitano Richard Bowmen ordinò di continuare l'inseguimento, ma a maggiore distanza.

## Conseguenze
Le perdite britanniche alla fine della battaglia furono di 74 morti, 227 feriti gravi e circa 100 feriti leggeri. Gli spagnoli subirono circa 1 000 tra morti e feriti. La flotta britannica dimostrò che, nonostante la sua inferiorità numerica, la disciplina, l'allenamento e l'esperienza dei suoi marinai erano elementi vincenti nel conflitto.
Nella successiva ritirata spagnola alcune navi fuggirono verso Cadice mentre altre si diressero ad Algeciras. Il grosso della squadra spagnola entrò a Cadice il 3 marzo e divenne oggetto dello scherno degli abitanti per l'umiliante sconfitta. Come conseguenza di questa sconfitta Don José de Córdoba fu arrestato e condotto sotto scorta a Madrid, dove dovette affrontare la Corte marziale che lo degradò.

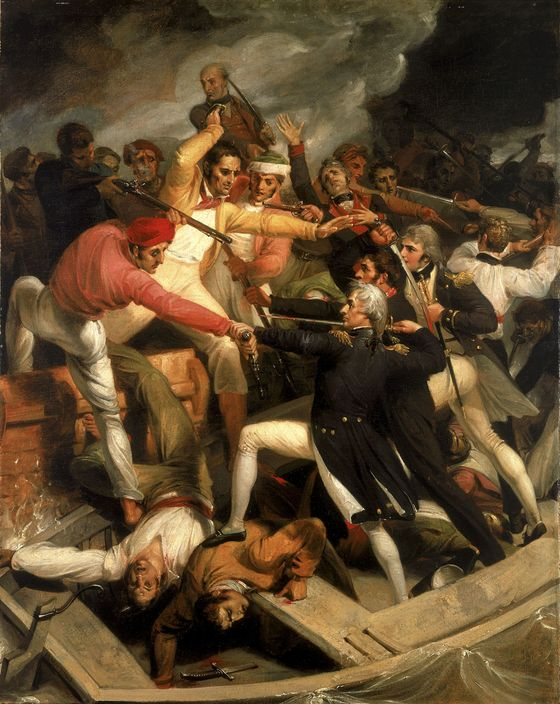
Nelson assalta una cannoniera spagnola nella baia di Cadice
dipinto di Richard Westall.

Per il servizio reso alla nazione John Jervis fu elevato al rango di Conte di St. Vincent e Barone Jervis di Meaford nella Contea di Stafford. Gli fu inoltre assegnata una pensione di 3 000 sterline l'anno. Il Viceammiraglio Thompson e il Contrammiraglio Parker ricevettero il titolo di baronetto. Nelson fu insignito del titolo di cavaliere dell'Ordine del Bagno e contestualmente seppe di essere stato promosso contrammiraglio del blu. Il capitano Calder fu fatto anch'egli cavaliere. Una medaglia d'oro fu conferita ad ognuno dei capitani di vascello. Collingwood rifiutò di accettarla, poiché in precedenza gliene era già stata promessa una in riconoscimento del ruolo ricoperto durante il Glorioso Primo di Giugno (altra importante vittoria della Royal Navy, risalente al 1794), sostenendo che anche in quella azione aveva fatto il suo dovere. Gli furono date entrambe, accompagnate da scuse ufficiali.
Dopo questa vittoria, nel mese di giugno, avendo dimostrato l'inadeguatezza della flotta spagnola, Jervis pose d'assedio Cadice. Egli inviò Nelson con delle lance per tentare di prendere il porto nemico, ma l'azione fu respinta dal fuoco delle batterie della città. Qualche giorno dopo sempre a Capo San Vincenzo gli britannici tentarono di annientare completamente la flotta spagnola, ma fallirono nell'intento e ciò che rimaneva della squadra nemica fece vela per le Canarie. Nelson si mise subito all'inseguimento e nell'estate dello stesso anno tentò un attacco di sorpresa a Santa Cruz de Tenerife. Tuttavia l'assalto britannico alle fortificazioni, all'epoca presidiate dal fior fiore delle truppe spagnole fu scoperto e dovette esser rimandato; perduta ogni possibilità di sorpresa, l'attacco sferrato due giorni dopo fu respinto con gravissime perdite; Nelson stesso perse il suo braccio destro, colpito al gomito dalla mitraglia del famoso cannone "El Tigre".
Il blocco navale continuò per i successivi tre anni, frustrando largamente le operazioni della flotta spagnola sino alla Pace di Amiens (1802). Il contenimento della minaccia spagnola, ed i successivi rinforzi sotto il suo comando, permisero a St Vincent di inviare una squadra navale sotto il comando di Nelson nel Mediterraneo l'anno seguente. Quella flotta, comprendente la Orion di Saumarez, la Culloden di Troubridge e la Goliath, ora sotto il comando di Foley, avrebbe ristabilito il dominio britannico nel Mediterraneo nella battaglia del Nilo.

## Considerazioni
Fu una grande vittoria per l'Inghilterra e considerata l'evidente forza della flotta spagnola, un successo sorprendente. Del resto quando aveva visto i vascelli per la prima volta a Cadice nel 1793, Nelson aveva osservato che gli spagnoli facevano navi stupende ma avevano pessimi equipaggi. Effettivamente, in alcuni casi su un equipaggio di ottocento uomini, si contavano non più di ottanta marinai capaci, il resto erano novellini o semplici soldati. Il loro ritmo di fuoco era spesso solo un quinto di quello britannico. E l'opinione di St. Vincent sugli spagnoli era che nessun ufficiale britannico con i nervi tollerabilmente saldi avrebbe dovuto preoccuparsi di quegli uomini «male equipaggiati, peggio selezionati e sconfitti nell'immaginazione prima ancora di lasciare il porto».
Ma cosa era successo il giorno di san Valentino del 1797? Nelson aveva disobbedito agli ordini, cosa che nessun altro dei tredici comandanti aveva fatto. Le istruzioni permanenti per il combattimento del 1744 prescrivevano di formare una linea di battaglia nella quale, teoricamente, le navi britanniche avrebbero dovuto impegnare quelle nemiche fiancata contro fiancata. Nel 1756 per aver disobbedito a queste istruzioni l'Ammiraglio Byng era stato fucilato: per incoraggiare gli altri, come disse Voltaire. Ma Byng aveva avuto la sfortuna di essere stato sconfitto. A San Vincenzo Jervis aveva infranto le regole passando attraverso il varco tra i due tronconi della flotta spagnola, e a sua volta Nelson aveva disobbedito al comando di Jervis di bordeggiare ed allinearsi, ma solo per attaccare meglio il nemico. Ciò che fece fu seguire il suo istinto, ed ebbe successo.

## Aneddoti e testimonianze

### Giusto, Sir John!
Sul cassero della Victory, durante l'avvicinamento, Sir John Jervis ed i capitani Calder e Hallowell incominciarono a contare le navi nemiche:
Al che, il capitano Hallowell divenne così eccitato da dare un colpetto sulla schiena di Jervis.

### Westminster Abbey o una gloriosa vittoria!
La Captain aprì il fuoco sulle navi spagnole [San Josef e San Nicolás] lanciando una violenta bordata di babordo e accostò a dritta agganciando il cabestano della San Nicolás. Nelson allora ordinò agli uomini del suo equipaggio di abbordare la nave. Egli stesso guidò l'assalto, spada in pugno, gridando: «Westminster Abbey o una gloriosa vittoria!», a significare che l'alternativa ad una gloriosa vittoria sarebbe stata una gloriosa morte con sepoltura nell'Abbazia di Westminster, dove tradizionalmente venivano sepolti i personaggi importanti.
Nelson scrisse in seguito:

## Forze in campo

### La flotta britannica
| Vascelli         | Cannoni | Comandanti                                                             | Ordine di battaglia | Perdite              | Note                   |
| ---------------- | ------- | ---------------------------------------------------------------------- | ------------------- | -------------------- | ---------------------- |
| Victory          | 100     | Ammiraglio Sir John Jervis - Cap.ni Robert Calder e Benjamin Hallowell | 7                   | 1 morto e 5 feriti   | Nave ammiraglia        |
| Britannia        | 100     | Viceammiraglio Charles Thompson - Cap. Thomas Foley                    | 11                  | 1 ferito             | -                      |
| Barfleur         | 98      | Viceammiraglio William Waldegrave - Cap. James Richard Dacres          | 10                  | 7 feriti             | -                      |
| Prince George    | 98      | Contrammiraglio William Parker - Cap. John Irwin                       | 3                   | 8 morti e 7 feriti   | -                      |
| Blenheim         | 90      | Cap. Thomas Lenox Frederick                                            | 2                   | 12 morti e 49 feriti | Danneggiata            |
| Namur            | 90      | Cap. James Hawkins Whitshed                                            | 12                  | 2 morti e 5 feriti   | -                      |
| Captain          | 74      | Commodoro Horatio Nelson - Cap.ni Edward Berry e Ralph Willett Miller  | 13                  | 24 morti e 56 feriti | Seriamente danneggiata |
| Excellent        | 74      | Cap. Cuthbert Collingwood                                              | 15                  | 11 morti e 12 feriti | -                      |
| Culloden         | 74      | Cap. Thomas Troubridge                                                 | 1                   | 10 morti e 47 feriti | Danneggiata            |
| Orion            | 74      | Cap. sir James Saumarez                                                | 4                   | 9 feriti             | -                      |
| Colossus         | 74      | Cap. George Murray                                                     | 5                   | 5 feriti             | -                      |
| Irresistible     | 74      | Cap. George Martin                                                     | 6                   | 5 morti e 14 feriti  | -                      |
| Egmont           | 74      | Cap. John Sutton                                                       | 8                   | -                    | -                      |
| Goliath          | 74      | Cap. Charles H. Knowles                                                | 9                   | 9 feriti             | -                      |
| Dieadem          | 64      | Cap. George Henry Towry                                                | 14                  | 2 feriti             | -                      |
| Fregate          |         |                                                                        |                     |                      |                        |
| Minerve          | 38      | Cap. George Cockburn                                                   | -                   | -                    | -                      |
| Lively           | 32      | Cap. Lord Garlies                                                      | -                   | -                    | -                      |
| Niger            | 32      | Cap. Edward James Foote                                                | -                   | -                    | -                      |
| Southampton      | 32      | Cap. James Macnamara                                                   | -                   | -                    | -                      |
| Bonne-Citoyenne  | 20      | Cap. Charles Lindsay                                                   | -                   | -                    | -                      |
| Altre            |         |                                                                        |                     |                      |                        |
| Raven (corvetta) | 18      | Cap. William Prowse                                                    | -                   | -                    | -                      |
| Fox (cannoniera) | 10      | Cap. John Gibson                                                       | -                   | -                    | -                      |

### La flotta spagnola
| Vascelli               | Cannoni | Comandanti                                                                           | Perdite               | Note                                                                          |
| ---------------------- | ------- | ------------------------------------------------------------------------------------ | --------------------- | ----------------------------------------------------------------------------- |
| Santísima Trinidad     | 130     | Viceammiraglio don José de Córdova y Ramos                                           | 69 morti e 141 feriti | Nave ammiraglia - Seriamente danneggiata                                      |
| Purísima Concepción    | 112     | Viceammiraglio Francisco Javier Morales de los Ríos                                  | 8 morti e 21 feriti   | -                                                                             |
| Conde de Regla         | 112     | Jefe de Escuadra Conte di Amblimont, Cap. Jerónimo Bravo                             | 9 morti e 27 feriti   | -                                                                             |
| Mejicano               | 112     | Viceammiraglio Don Pedro de Cárdenas y Blancardi, Cap. Francisco de Herrera y Cruzat | 26 morti e 46 feriti  | -                                                                             |
| Príncipe de Asturias   | 112     | Viceammiraglio J. Moreno - Cap. A. De Escaño                                         | 10 morti e 19 feriti  | -                                                                             |
| Salvador del Mundo     | 112     | Brigadiere Don Antonio Yepes†                                                        | 42 morti e 124 feriti | Catturata ed immessa in servizio nella Royal Navy come HMS Salvador del Mundo |
| San Josef              | 112     | Viceammiraglio Francisco Javier Winthuysen y Pineda†                                 | 46 morti e 96 feriti  | Catturata - Ammiraglio ucciso                                                 |
| San Nicolás de Bari    | 84      | Cap. Tomás Geraldino y Geraldino†                                                    | 148 morti e 67 feriti | Catturata                                                                     |
| Neptuno                | 84      | Non noto                                                                             | Sconosciute           | -                                                                             |
| Atlante                | 74      | Cap. . G. Vallejo                                                                    | 6 morti e 4 feriti    | -                                                                             |
| Conquistador           | 74      | Cap. J. Butler                                                                       | Sconosciute           | -                                                                             |
| Firme                  | 74      | Cap. B. Ayala                                                                        | 2 morti e 1 ferito    | -                                                                             |
| Glorioso               | 74      | Non noto                                                                             | Sconosciute           | -                                                                             |
| Oriente                | 74      | Cap. J. Suárez                                                                       | 8 morti e 20 feriti   | -                                                                             |
| Infante Pelayo         | 74      | Cap. Cayetano Valdés                                                                 | 4 morti e 4 feriti    | -                                                                             |
| San Antonio            | 74      | Cap. Salvador Medina                                                                 | nessuna               | -                                                                             |
| San Domingo            | 74      | Cap. M. De Torres                                                                    | Sconosciute           | -                                                                             |
| San Fermín             | 74      | Cap. J. De Torres                                                                    | Sconosciute           | -                                                                             |
| San Francisco de Paula | 74      | Cap. J. De Guimbarda                                                                 | Sconosciute           | -                                                                             |
| San Genaro             | 74      | Cap. A. de Villavicencio                                                             | Sconosciute           | -                                                                             |
| San Ildefonso          | 74      | Cap. R. Maestre                                                                      | Sconosciute           | -                                                                             |
| San Juan Nepomuceno    | 74      | Cap. A. Boneo                                                                        | Sconosciute           | -                                                                             |
| San Pablo              | 74      | Cap. B. B. de Cisneros                                                               | Sconosciute           | -                                                                             |
| San Isidro             | 74      | Cap. T. Argumosa                                                                     | 29 morti e 63 feriti  | Catturata                                                                     |
| Soberano               | 74      | Cap. B. J. V. Yáñez                                                                  | 25 morti e 46 feriti  | -                                                                             |
| Terrible               | 74      | Non noto                                                                             | Sconosciute           | -                                                                             |
| Bahama                 | 74      | Non noto                                                                             | Sconosciute           | -                                                                             |
| Fregate                |         |                                                                                      |                       |                                                                               |
| Ceres                  | 34      | Non noto                                                                             | -                     | -                                                                             |
| Atocha                 | 34      | Non noto                                                                             | -                     | -                                                                             |
| Diana                  | 34      | Non noto                                                                             | -                     | -                                                                             |
| Matilda                | 34      | Non noto                                                                             | -                     | -                                                                             |
| Mercedes               | 34      | Non noto                                                                             | -                     | -                                                                             |
| Perla                  | 34      | Non noto                                                                             | -                     | -                                                                             |
| Santa Brigida          | 34      | Non noto                                                                             | -                     | -                                                                             |